# جائزة سان مارينو الكبرى للدراجات النارية 1991
جائزة سان مارينو الكبرى للدراجات النارية 1991 هو سباق دراجات نارية أقيم بتاريخ 18 أغسطس 1991 في حلبة موجيلو. كان الجولة الثانية عشر من أصل 15 في سباق الجائزة الكبرى للدراجات النارية موسم 1991. فاز الأمريكي وين ريني بفئة 500 سي سي بينما جاء الأمريكي كيفن شوانتز في المركز الثاني وحصل على المركز الثالث الأسترالي ميك دوهان.

## وصلات خارجية
- الموقع الرسمي